# Cringleford
Cringleford is een civil parish in het bestuurlijke gebied South Norfolk, in het Engelse graafschap Norfolk met 2963 inwoners.